# Флористон (Каліфорнія)
Флористон (англ. Floriston) — переписна місцевість (CDP) в США, в окрузі Невада штату Каліфорнія. Населення — 80 осіб (2020).

## Географія
Флористон розташований за координатами 39°23′35″ пн. ш. 120°0′54″ зх. д. / 39.39306° пн. ш. 120.01500° зх. д. (39.392931, -120.015120).  За даними Бюро перепису населення США в 2010 році переписна місцевість мала площу 2,46 км², уся площа — суходіл.

### Клімат
| Клімат : Флористон    | Клімат : Флористон | Клімат : Флористон | Клімат : Флористон | Клімат : Флористон | Клімат : Флористон | Клімат : Флористон | Клімат : Флористон | Клімат : Флористон | Клімат : Флористон | Клімат : Флористон | Клімат : Флористон | Клімат : Флористон | Клімат : Флористон |
| Показник              | Січ.               | Лют.               | Бер.               | Квіт.              | Трав.              | Черв.              | Лип.               | Серп.              | Вер.               | Жовт.              | Лист.              | Груд.              | Рік                |
| Середній максимум, °C | 5,0                | 6,7                | 9,4                | 13,9               | 18,3               | 23,3               | 28,9               | 27,8               | 24,4               | 18,3               | 11,1               | 6,1                | 16,1               |
| Середній мінімум, °C  | −12,2              | −10,6              | −7,8               | −4,4               | −1,1               | 1,1                | 2,8                | 1,7                | −1,1               | −3,9               | −6,7               | −10,6              | −5                 |
| Норма опадів, мм      | 112                | 84                 | 76                 | 30                 | 28                 | 15                 | 10                 | 10                 | 13                 | 30                 | 61                 | 91                 | 566                |
| --------------------- | ------------------ | ------------------ | ------------------ | ------------------ | ------------------ | ------------------ | ------------------ | ------------------ | ------------------ | ------------------ | ------------------ | ------------------ | ------------------ |
| Джерело: Weatherbase  |                    |                    |                    |                    |                    |                    |                    |                    |                    |                    |                    |                    |                    |

## Демографія
Згідно з переписом 2010 року, у переписній місцевості мешкали 73 особи в 38 домогосподарствах у складі 18 родин. Густота населення становила 30 осіб/км².  Було 43 помешкання (17/км²).
Расовий склад населення:
| - 91,8 % — білих - 5,5 % — корінних американців |

До двох чи більше рас належало 2,7 %. Частка іспаномовних становила 0,0 % від усіх жителів.
За віковим діапазоном населення розподілялося таким чином: 12,3 % — особи молодші 18 років, 76,7 % — особи у віці 18—64 років, 11,0 % — особи у віці 65 років та старші. Медіана віку мешканця становила 49,1 року. На 100 осіб жіночої статі у переписній місцевості припадало 92,1 чоловіків;  на 100 жінок у віці від 18 років та старших — 93,9 чоловіків також старших 18 років.
Цивільне працевлаштоване населення становило 26 осіб. Основні галузі зайнятості: науковці, спеціалісти, менеджери — 30,8 %, фінанси, страхування та нерухомість — 30,8 %, мистецтво, розваги та відпочинок — 19,2 %, освіта, охорона здоров'я та соціальна допомога — 19,2 %.